# 薩克森-哥達的奧古絲塔公主
薩克森-哥達-阿爾滕堡的奧古絲塔（德語：Augusta von Sachsen-Gotha-Altenburg，1719年11月30日—1772年2月8日），威爾斯王妃，是英國國王喬治二世的長子威爾斯親王腓特烈的妻子，喬治三世的母親，由於丈夫早逝而未能成為英國王后。她是维多利亚女王的曾祖母。

## 家庭
1736年，奧古絲塔與威爾斯親王腓特烈結婚，兩人共有5子4女：
- 奧古斯塔·弗蕾德莉卡公主（1737年—1813年），不倫瑞克-呂訥堡公爵夫人
- 喬治·威廉·腓特烈（1738年—1820年），1760年成為英國國王喬治三世
- 愛德華·奧古斯都王子（1739年—1767年），約克和奧爾巴尼公爵
- 伊莉莎白·卡羅琳公主（1741年—1759年），早逝
- 威廉·亨利王子（1743年—1805年），格洛斯特和愛丁堡公爵
- 亨利·腓特烈王子（1745年—1790年），坎伯蘭公爵和斯特拉森公爵
- 路易莎·安妮公主（1749年—1768年），早逝
- 腓特烈·威廉王子（1750年—1765年），早逝
- 卡羅琳·瑪蒂爾達公主（1751年—1775年），丹麥王后